# Maciej Wojdyła
Maciej Wojdyła (ur. 15 kwietnia 1972 w Rabce) – polski aktor teatralny, filmowy i serialowy.

## Życiorys
Uczęszczał do technikum budowlanego w Krakowie a następnie do Policealnego Studium Aktorskiego Lart Studio. W 1998 został absolwentem Akademii Teatralnej im. Aleksandra Zelwerowicza w Warszawie. Po jej ukończeniu występował na scenach warszawskich w Teatrze Narodowym i Rozmaitości. Grywał również gościnnie w teatrach: Dramatycznym w Wałbrzychu, Miejskim im. Witolda Gombrowicza w Gdyni, Polskim w Poznaniu i Jeleniogórskiej Scenie Dramatycznej im. C. K. Norwida.
Jest ojcem czwórki dzieci.

## Filmografia

### Filmy kinowe i telewizyjne
- 2011: Listy do M.
- 2009: Ogrodzenie jako Andrzej
- 2009: Przeznaczenie jako Mirek „Czarodziej”
- 2006: Plac Zbawiciela jako Jerzyk, kolega Bartka
- 2006: Emilka płacze jako „Kafar”
- 2006: Kilka fotografii jako fotograf Adrian
- 2005: Barbórka jako operator
- 2004: Siedem grzechów popcooltury jako Menel
- 2004: Nigdy w życiu! jako Góral
- 2003: Pogoda na jutro jako Chłopak Kingi, dealer narkotyków
- 2003: Warszawa jako Kanar
- 2003: Czarno to widzę jako Bolo
- 2002: Chopin. Pragnienie miłości
- 2002: Tam, gdzie żyją Eskimosi
- 2000: Prymas. Trzy lata z tysiąca jako UB-ek

### Seriale TV
- 2013: Prawo Agaty jako Paweł Rydlewski (odc. 53)
- 2013: Komisarz Alex jako zabójca Brackich (odc. 39)
- 2013: Przyjaciółki jako prowadzący spotkanie AA (odc. 17)
- 2011 – 2012: Galeria jako Paweł Dworzak, syn Huberta
- 2012: Czas honoru jako feldwebel Feuerstein (odc. 53)
- 2010: Ratownicy jako Robert, major Straży Granicznej
- 2009: Teraz albo nigdy! jako dealer w salonie samochodowym (odc. 35)
- 2008: Na dobre i na złe jako Grzegorz Marecki
- 2007: Faceci do wzięcia jako Zbigi
- 2007: Ekipa jako poseł lewicy
- 2005: Kryminalni jako Kamil (odc. 38)
- 2004: Oficer jako komisarz Jarosław Pasek, członek Specjalnej Grupy Pościgowej CBŚ (odc. 2-4)
- 2003: Fala zbrodni jako handlarz bronią (odc. 7)
- 2003: Kasia i Tomek
- 2002: Samo życie
- 1999: Złotopolscy

### Spektakle TV
- 2010: Kontrym  jako Wrzesiński
- 2007: Doktor Halina jako Roman Romkowski
- 2004: Od dziś będziemy dobrzy  jako policjant
- 2004: Sceny z Powstania… jako pułkownik, dowódca placówki powstańczej
- 2001: Operatka jako Lokaj
- 2001: Zazdrość jako mężczyzna z windy
- 2000: Klub Kawalerów (2000) jako kelner
- 1999: Gorący oddech pustyni jako Kreślarz
- 1998: Disneyland jako Wojtek
- 1998: Książę Chochlik
- 1997: Dziady (1997)
- 1996: Piranie  jako Eryk

### Polski dubbing
- 2009: Fanboy i Chum Chum - Chris
- 2000: The Longest Journey: Najdłuższa podróż - Brian Westhouse

## Nagrody
- 2003 – Kalisz – Kaliskie Spotkania Teatralne – nagroda aktorska za rolę McMurphy’ego w spektaklu „Lot nad kukułczym gniazdem” w Teatrze im. Jerzego Szaniawskiego w Wałbrzychu
- 2002 – Zabrze – Festiwal Dramaturgii Współczesnej – nagroda za rolę Howiego w przedstawieniu „Howie i Rookie Lee” Marka O’Rowe’a w Teatrze Rozmaitości w Warszawie